# Viaggi di formazione di Camillo Benso, conte di Cavour
Camillo Benso, conte di Cavour fra il 1835 e il 1843, e cioè fra i 25 e i 33 anni, compì una serie di viaggi di formazione che furono determinanti per la sua formazione politica.

## Svizzera, Francia e Gran Bretagna

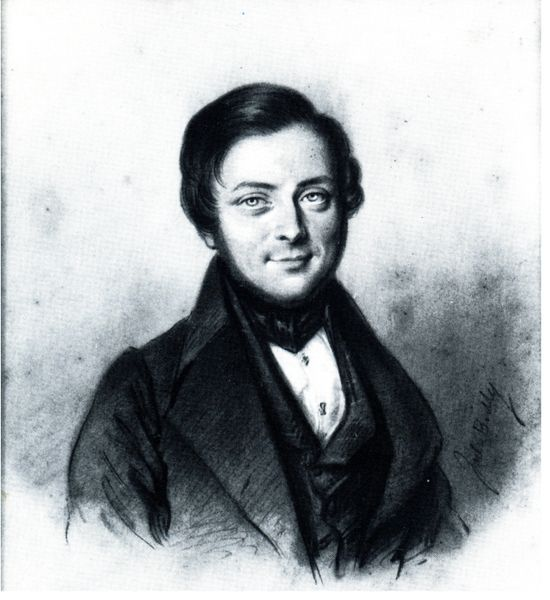
Cavour giovane in un ritratto di Julien Léopold Boilly (1796-1874).

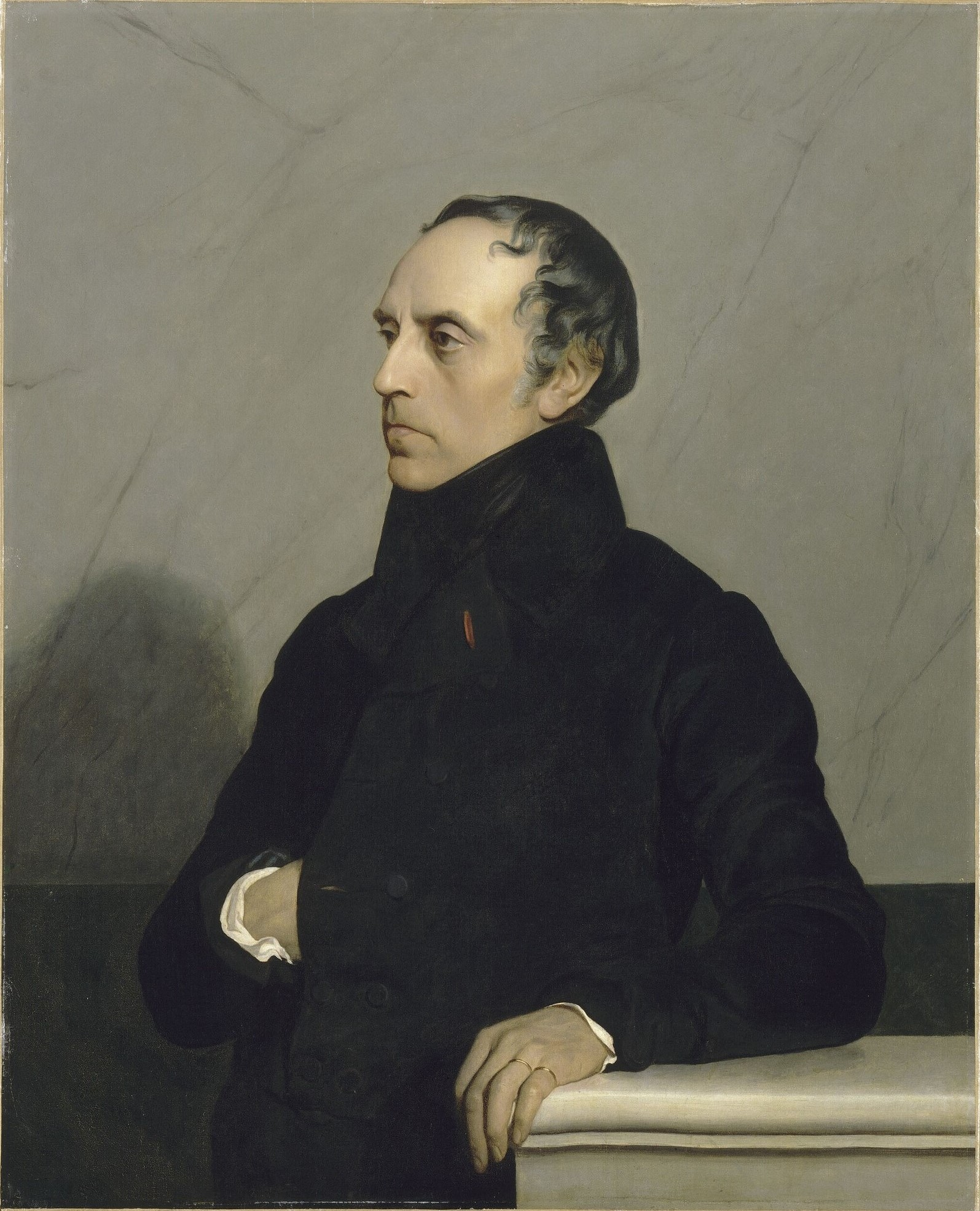
François Guizot, uno dei politici francesi conosciuti e ammirati da Cavour.

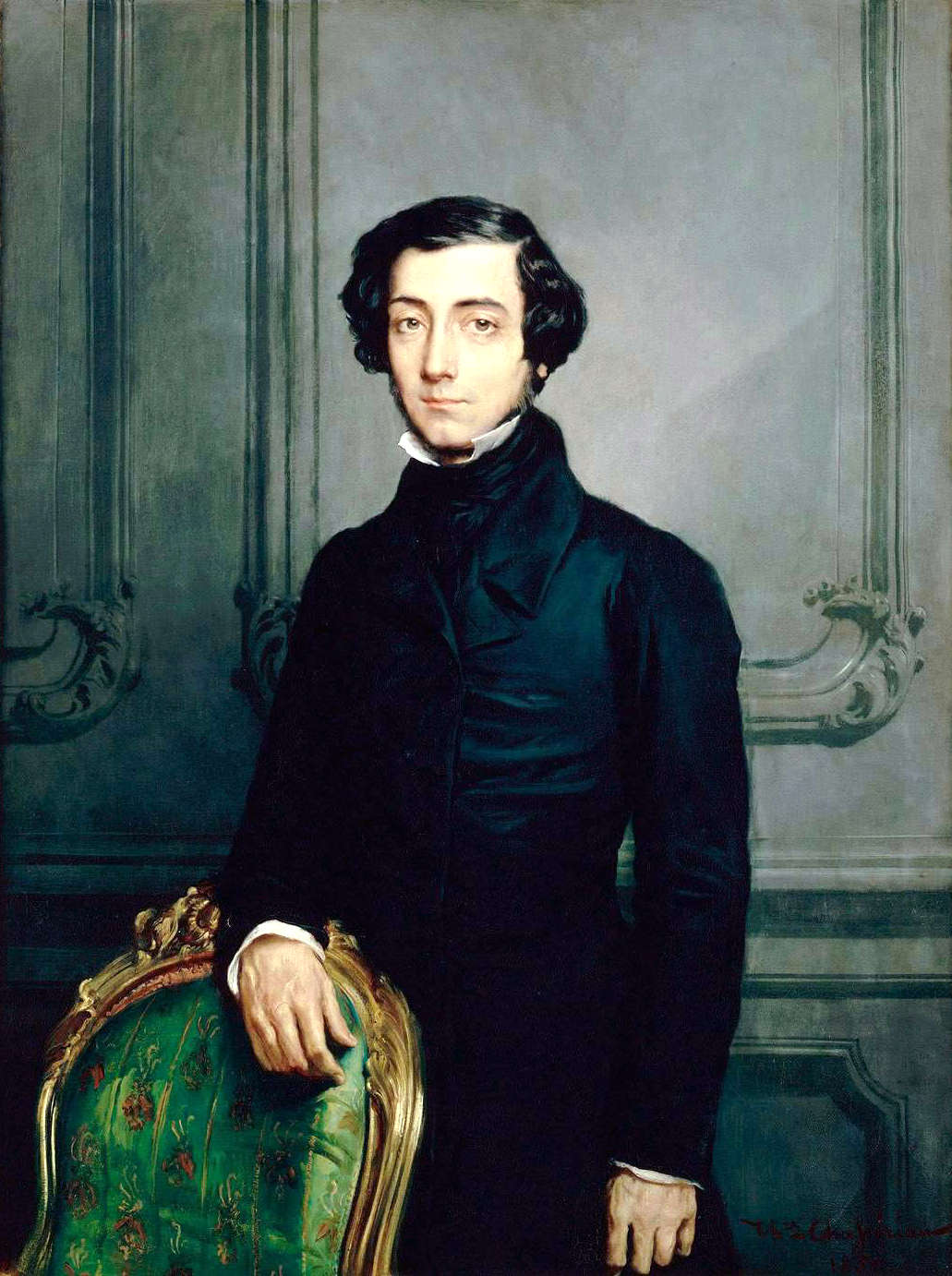
Alexis de Tocqueville, un altro dei riferimenti politici del giovane Cavour.

Già molto interessato alle problematiche sociali, con l'unico impegno della carica di sindaco di Grinzane, nel dicembre 1834 Cavour lasciò Torino e si recò a Ginevra, luogo d'origine della famiglia della madre. In quella città frequentò i corsi universitari più vari: dall'economia, alla storia, alla frenologia, alla fisica; con una ampiezza di interessi che era segno della tradizione culturale settecentesca alla quale egli ancora si rifaceva in parte.
Accompagnato dall'amico Pietro di Santarosa, Cavour nel febbraio del 1835 raggiunse Parigi, dove si fermò per quasi due mesi e mezzo. In questo periodo visitò ospedali, prigioni, scuole e istituzioni pubbliche di ogni genere. Accanto agli ambienti legittimisti filoborbonici, frequentò ampiamente quelli a lui politicamente più vicini, e cioè quelli dei sostenitori del regime di Luigi Filippo. In queste occasioni poté incontrare anche uomini che ammirava come il futuro Primo Ministro François Guizot.
Partito da Parigi, il 14 maggio 1835 Cavour arrivò a Londra, città nella quale incontrò altre personalità che desiderava conoscere, tra cui il riformatore sociale Edwin Chadwick (1800-1890) e Alexis de Tocqueville. Così come nella capitale francese, anche a Londra si interessò di questioni sociali: visitò ospedali, prigioni, ed entrò in contatto con gli aspetti più concreti della rivoluzione industriale. A maggio Cavour partì, sempre in compagnia di Santarosa, per un giro dell'Inghilterra e del Galles, dopo di che, il 3 luglio 1835, si reimbarcò per la Francia.
Tornato a Torino, l'interesse e l'entusiasmo di Cavour per il progresso dell'industria, per l'economia politica e per il libero scambio si rivelarono senza riserve e crescenti. In quel periodo si rafforzò anche il suo europeismo, che lo indusse ad auspicare: «L'ingiustizia verso le altre nazioni cesserà di essere riguardata come un lodevole patriottismo». Fu questa, quindi, un'epoca decisiva per la formazione del pensiero politico di Camillo Benso, che fra i venti e i trent'anni sviluppò anche una propensione conservatrice, di deciso contrasto all'evento rivoluzionario.
Riguardo alla religione, ad essa riconosceva un'importante funzione, ma solo come una fase dello sviluppo che la sua cultura borghese aveva già superato. Il Cristianesimo rimase, tuttavia, vivo in Cavour come insegnamento etico.

## I salotti intellettuali
Fra il 1837 e il 1840, il giovane conte tornò a Parigi e ne frequentò la mondanità. Ma nei soggiorni francesi del 1842-1843 occuparono il primo posto i salotti intellettuali.  In quegli anni frequentò assiduamente la Sorbona, e incontrò scrittori come Alexander Dumas, Sainte-Beuve e Prosper Mérimée, il filosofo Victor Cousin e soprattutto gli esponenti della monarchia di Luigi Filippo della quale Cavour conservava una viva ammirazione: Adolphe Thiers, Louis-Mathieu Molé e Étienne-Denis Pasquier. Assistette alle sedute parlamentari, dove ebbe modo di riconfermare la propria stima per Guizot e Tocqueville, ed entrò in contatto con esponenti dell'alta finanza francese.
Cavour, tuttavia, continuava a nutrire grande considerazione anche per la Gran Bretagna dove, nel 1843, riuscì  ad entrare in uno dei salotti più importanti dell'aristocrazia londinese, quello dell'esponente whig Henry Petty-Fitzmaurice di Lansdowne.

Nonostante provasse tale stima per la Francia e la Gran Bretagna, Cavour non dimenticò mai che queste due nazioni, progredite e fortunate, erano sì un esempio politico ma non per questo si sarebbero trasformate per lui in una nuova patria.